# Rudolph Schildkraut
Pour les articles homonymes, voir Schildkraut.
Rudolph Schildkraut est un acteur de théâtre et de cinéma américain, d'origine autrichienne, né le 27 avril 1862 à Constantinople et mort le 15 juillet 1930 à Los Angeles.
Il est une vedette du cinéma muet allemand. Il est le père de l'acteur Joseph Schildkraut.

## Filmographie
- 1913 : Der Shylock von Krakau de Carl Wilhelm
- 1915 : Schlemihl de Richard Oswald
- 1915 : Das Achte Gebot de Max Mack
- 1915 : Lache, Bajazzo! de Richard Oswald
- 1915 : Dämon und Mensch de Richard Oswald
- 1916 : Das Wiegenlied de Max Mack
- 1916 : Der Glücksschneider de Hans Otto
- 1916 : Das Tanzende Herz de Max Mack
- 1920 : Gerechtigkeit de Štefan Lux
- 1921 : Theodor Herzl, der Bannerträger des jüdischen Volkes de Otto Kreisler
- 1925 : Les Siens (His People) d'Edward Sloman
- 1926 : Pals in Paradise de George B. Seitz
- 1926 : Young April, de Donald Crisp
- 1927 : Turkish Delight de Paul Sloane
- 1927 : The Main Event de William K. Howard
- 1927 : A Harp in Hock de Renaud Hoffman
- 1927 : Le Médecin de campagne (The Country Doctor) de Rupert Julian
- 1927 : Le Roi des rois (The King of Kings) de Cecil B. DeMille
- 1928 : Sa nouvelle patrie (A Ship Comes In) de William K. Howard
- 1929 : Christina de William K. Howard